# (7568) 1988 VJ2
(7568) 1988 VJ2 est un astéroïde de la ceinture principale découvert en 1988.

## Description
(7568) 1988 VJ2 a été découvert le 7 novembre 1988 à Okutama au Japon par Tsutomu Hioki et Nobuhiro Kawasato.

### Caractéristiques orbitales
L'orbite de cet astéroïde est caractérisée par un demi-grand axe de 2,53 UA, un périhélie de 1,70 UA, une excentricité de 0,33 et une inclinaison de 5,27° par rapport à l'écliptique. Du fait de ces caractéristiques, à savoir un demi-grand axe compris entre 2 et 3,2 UA et un périhélie supérieur à 1,666 UA, il est classé, selon la JPL Small-Body Database, comme objet de la ceinture principale.

### Caractéristiques physiques
(7568) 1988 VJ2 a une magnitude absolue (H) de 15,2 et un albédo estimé à 0,309.